# Akiko Aruga
Akiko Aruga (Japans: 有賀秋子) *(Koumi (Prefectuur Nagano), 16 januari 1942) is een schaatser uit Japan.
Op de Olympische Winterspelen in 1972 reed Aruga de 3000 meter.
Ook reed Aruga op de Japanse kampioenschappen schaatsen allround, op op het WK allround en WK sprint.

## Records

### Langebaan[7]
| Afstand    | Tijd   | Datum            | Baan    |
| ---------- | ------ | ---------------- | ------- |
| 500 meter  | 46,60  | 21 januari 1972  | Asama   |
| 1000 meter | 1.33,3 | 22 januari 1972  | Asama   |
| 1500 meter | 2.24,0 | 28 november 1970 | Asama   |
| 3000 meter | 5.09,1 | ??-?? 1967       | Sapporo |